# Чичкала, Кристина Олеговна
Кристина Олеговна Чичкала (7 марта 1991) — российская футболистка, полузащитница. Мастер спорта России.

## Биография
В юношеские годы становилась призёром первенств России среди ровесниц в составе сборной ЮФО.
Во взрослом футболе начала выступать в команде «Кубаночка» (Краснодар). Часть сезона 2011/12 провела в воронежской «Энергии» и в её составе играла в еврокубках, затем вернулась в «Кубаночку».
В 2013 году перешла в клуб «Дончанка» (Азов), с которым провела сезон в высшей лиге, затем три сезона — в первой лиге и в 2017 году — снова в высшей.
В 2018 году перешла в «Рязань-ВДВ», в составе клуба стала чемпионкой России и финалисткой Кубка страны 2018 года. В 2021 году перешла в «Ростов», где играла до конца сезона 2023, после чего перешла в «Крылья Советов», но из-за травмы не провела ни одного матча и в июне 2024 года ушла из клуба.
Выступала за юношескую и молодёжную сборную России, вызывалась в расширенный состав национальной сборной. В составе студенческой сборной принимала участие в Универсиаде 2011 года, где российская команда заняла шестое место, стала автором гола в матче утешительного плей-офф против Мексики (1:0).
Окончила Кубанский государственный университет физической культуры, спорта и туризма.